# FK Sloga Doboj
Fudbalski klub Sloga Doboj bosanskohercegovački je nogometni klub iz Doboja koji svoje utakmice igra na stadionu "Luke". Trenutno se natječe u Premijer ligi Bosne i Hercegovine.